# Neichen (Trebsen)
Neichen ist ein Gemeindeteil der sächsischen Stadt Trebsen/Mulde im Landkreis Leipzig.

## Geografie
Neichen liegt etwa 6,5 Kilometer nordnordöstlich von Grimma am rechten Ufer der Mulde. Durch den Ort führt die Staatsstraße 11 Wurzen–Grimma.
Nachbarorte von Neichen sind Nitzschka im Norden, Pyrna im Nordosten, Fremdiswalde im Osten, Gornewitz und Nerchau im Südosten, Bahren im Süden sowie Trebsen im Westen.

## Geschichte

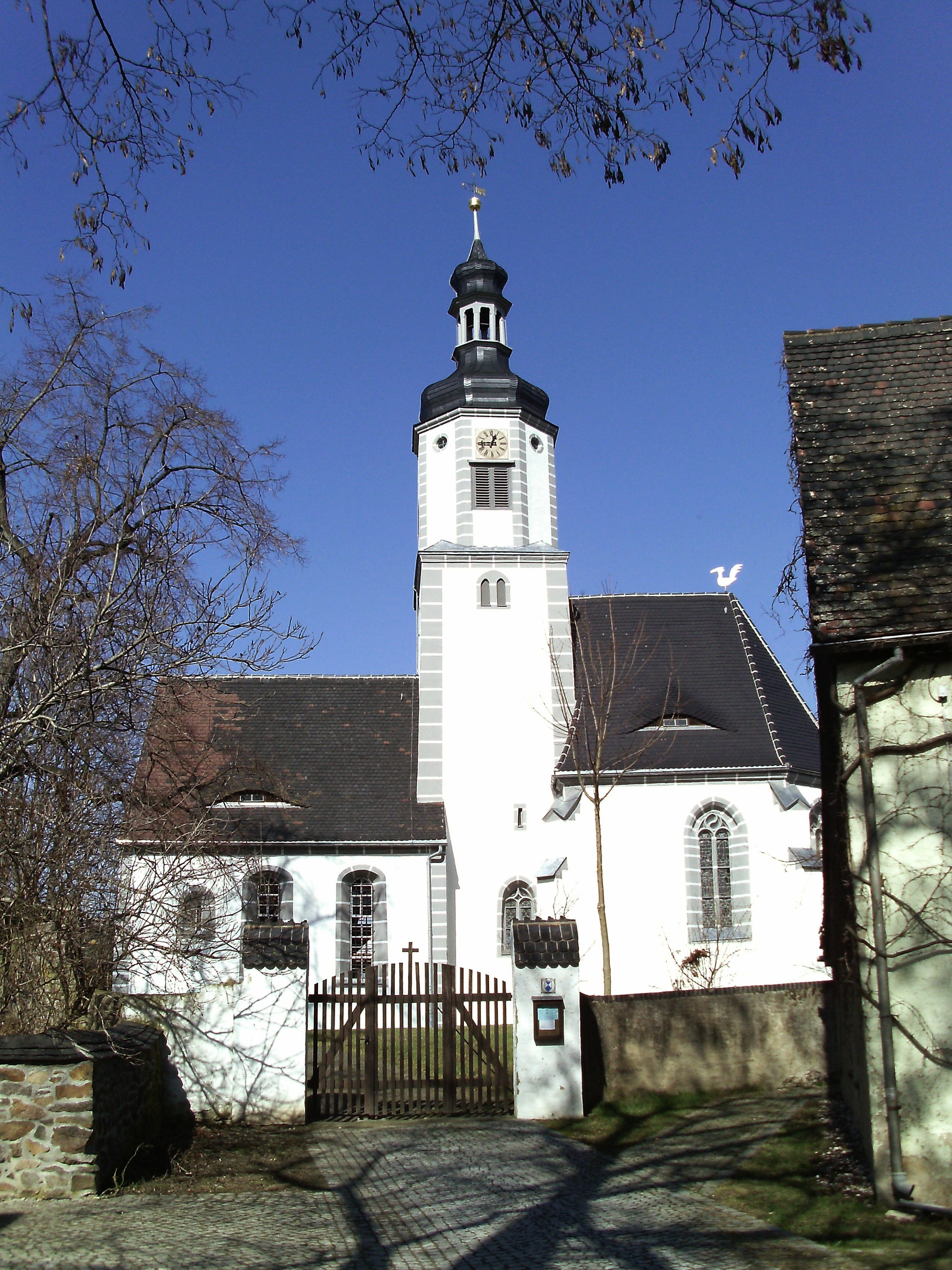
Kirche

Die erste belegte Ortsnamenform datiert von 1421 als Eichen. Die Kirche Neichen ist in ihrem Kern ein romanischer Bau mit einem spätgotischen Chorraum (um 1517) und barockem Turmabschluss (um 1700). Sie beherbergt einen Flügelaltar, dessen älteste Teile auf das 15. Jahrhundert datieren.
August Schumann nennt 1819 im Staats-, Post- und Zeitungslexikon von Sachsen Neichen betreffend u. a.: 

„[…] gehört schriftsässig zum Rittergute Trebsen. […] Neichen hat gegen 180 Bewohner (1802 gab man 163 Consumenten an), und nur 6 ¼ Hufen guter Felder, kann aber wegen seiner starken Wiesen gegen 80 Kühe und an 300 Schaafe halten. Hier ist eine Pfarrkirche, wozu noch Zehda gepfarrt und Ober-Nitzschka das Filial ist, […]; sie steht unter dem grimmaischen Superintendenten, und Collatoren der Kirche sind noch wechselweise die Besitzer von Trebsen und Ober-Nitzschka, von der Schule aber jener allein. Neichen besitzt am mutzschener Bache 2 Mühlen, und es giebt hier eine starke herrschaftliche Ziegelbrennerei, so wie ein Wirthshaus an der das Dorf berührenden Straße von Wurzen und Leißnig u. s. w. Mit Trebsen ist Neichen durch eine Fähre (nicht am Seile gehend) verbunden.“

Am 1. Juli 1877 erhielt Neichen mit dem Bahnhof „Nerchau-Trebsen“ (ab 1. Januar 1928 „Neichen-Zöhda“, ab 15. Mai 1936 „Neichen“) Eisenbahnanschluss an der Strecke Glauchau–Wurzen. Mit Eröffnung der Schmalspurbahn Mügeln–Neichen am 1. November 1888 wurde die Station zum Spurwechselbahnhof.
1935 wurde Zöhda (heute Gemarkung der Stadt Trebsen) eingemeindet.
Am 28. August 1967 wurde der Reiseverkehr zwischen Wermsdorf und Neichen eingestellt, zum 1. Juli 1968 folgte dort der Güterverkehr. Am 1. Juni 1969 wurde der Personenverkehr auf der Muldentalbahn eingestellt, der Güterverkehr folgte hier am 1. Januar 1995.
Zum 1. Januar 1994 wurde Neichen nach Trebsen eingemeindet.
Im Dezember 2004 erfolgte nach 4-monatiger Bauzeit die Verkehrsfreigabe des überwiegend die alte Bahntrasse nutzenden Muldentalbahn-Radweges zwischen Grimma und Wurzen.

## Entwicklung der Einwohnerzahl

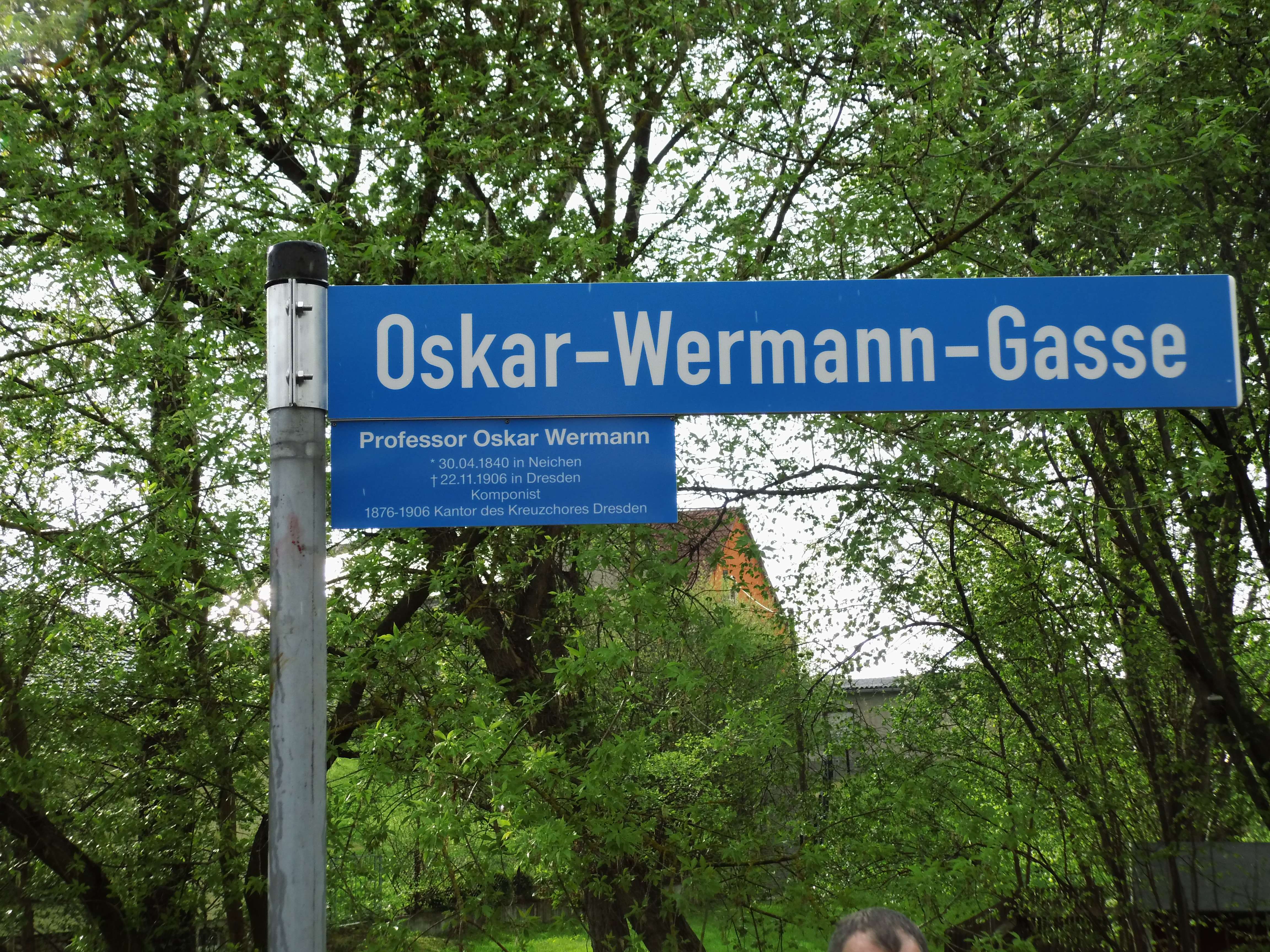
Oskar-Wermann-Gasse in Neichen

| Jahr    | Einwohner                                          |
| ------- | -------------------------------------------------- |
| 1548/51 | 15 besessene Mann, 24 Inwohner, 13 ¼ Hufen         |
| 1764    | 14 besessene Mann, 1 Gärtner, 4 Häusler, 6 ¼ Hufen |
| 1834    | 151                                                |
| 1871    | 183                                                |
| 1890    | 181                                                |

| Jahr   | Einwohner |
| ------ | --------- |
| 1910   | 235       |
| 1925   | 261       |
| 1939 1 | 429       |
| 1946 1 | 497       |
| 1950 1 | 545       |

| Jahr   | Einwohner |
| ------ | --------- |
| 1964 1 | 560       |
| 1990 1 | 509       |
| 1993   | 456       |
| 2011   | 347       |

## Bedeutende Personen
- Friedrich Oskar Wermann (* 30. April 1840 in Neichen - † 22. November 1906 in Dresden), Komponist und Kreuzkantor in Dresden (1876–1906)